# 本·安斯利
本·安斯利（英語：Ben Ainslie，1977年2月5日—），英国男子帆船运动员。他曾代表英国参加1996年、2000年、2004年、2008年和2012年夏季奥林匹克运动会帆船比赛，获得四枚金牌和一枚银牌。